# 李溶
李 溶（り よう）は、中華民国の政治家。号は鏡泉。本貫は甘粛省蘭州府靖遠県。

## 事跡
幼年時代は故郷の私塾に通う。後に甘粛省の秋古書院で学んだ。新疆に戻ると、イリ、恵遠（現在の霍城県）で学堂の堂長となっている。
中華民国成立後の1913年（民国2年）、参議院議員に選出される。1915年（民国4年）8月、シャヤール県（沙雅県）知事となった。1919年（民国8年）、トルファン県知事となり、トルファン紡績工廠総経理も兼ねる。その後、新疆省議会議長になった。
1928年（民国17年）11月、李溶は新疆省政府主席となった金樹仁の下で省政府委員に起用された。金樹仁がクーデターにより逃亡した後の1933年（民国22年）9月、省政府が改組され、劉文竜が省政府主席となったが、そのまま李溶は留任している。まもなく辺防督弁盛世才がクーデターを起こし、12月には劉文竜を捕縛、軟禁する事件が起きた。盛世才は朱瑞墀を後任の省政府主席代理として擁立したが、翌1934年（民国23年）3月に朱瑞墀は病没する。それを引き継ぐ形で李溶が省政府主席代理として盛世才に擁立されている。
結局、国民政府も盛世才のクーデターを黙認・追認せざるを得なくなり、10月、正式に李溶が劉文竜の後任として新疆省政府主席に任命された。しかし、李溶はあくまで盛世才の傀儡に過ぎず、実権は盛世才が掌握している。
1940年（民国29年）3月21日、李溶は省政府主席に在任したまま病没した。享年72。

## 注
1. ↑  劉寿林ほか編『民国職官年表』による。徐友春主編『民国人物大辞典 増訂版』は、1941年春に死去としている。